# Gabriel Albiac
Gabriel Albiac (Utiel, 3 de maio de 1950) é um filósofo, escritor e colunista espanhol.
É desde 1974 professor de Filosofia na Universidade Complutense de Madrid, uma instituição da qual ele é [catedrático] desde 1988. Após atravessar o diário El Mundo (cujo conselho editorial era membro) e La Razón, agora escreve para ABC. Ele tinha anteriormente trabalhado no El País e no extinto Diario 16. Ele ganhou o Prêmio Nacional de Literatura, no modo de ensaio em 1988, com La sinagoga vacía.
Albiac é um ensaísta que tenha tratado de um ponto de vista heterodoxo e materialista os temas da atualidade. Questões de política espanhola é frequentemente alinhada com a linha editorial do jornal El Mundo, enquanto que em política internacional no momento em que manifestou o seu apoio ao movimento antiglobalização e os movimentos de extrema-esquerda, ao lado dos filósofos declarou Louis Althusser (de quem foi estudante), Michel Foucault e Toni Negri. Ele próprio tem vindo a definir como um morto comunista, no sentido de que é um pouco ortodoxa socialismo marxista, que reconhece que a verdadeira, mas não esconde um sistema totalitário, que manifesta desacordo [carece de fontes?]. No entanto, tendo a influência de Negri, ele acredita que o que interessa na política de hoje, tal como determinado pela perda de poder dos estados-nação contra as empresas e multinacionais, é a construção de subjetividades alternativas da sociedade civil [carece de fontes?]. No entanto, nos últimos anos, dada a mudança para o direito de pensamento e de opinião pública, relações Albiac Toni Negri e ao domínio do marxismo heterodoxo que, entre Paris e Itália para desenvolver, através dos esforços da este último, juntamente com Félix Guattari, ter finalmente quebrado [carece de fontes?]. Neste contexto, as redes de intercâmbio intelectual, de Gabriel Albiac ter mudado no passo com a sua evolução política e intelectual, desde o início da década de 1990 [carece de fontes?].
Profundo admirador da cultura judaica é uma forte defensora da legitimidade da existência do Estado de Israel e a sua defesa política, considerando-se a única democracia no Médio Oriente. Então, não hesite em descrever as actuais medidas anti-sionismo como a nova forma de anti-semitismo nunca [carece de fontes?]. Neste contexto, o seu polêmico artigo "Al Qaeda Ganhou" publicado no dia após a vitória socialista nas eleições de 14 de Março de 2004 foi duramente criticado a decisão de retirar tropas espanholas do Iraque por considerar a possibilidade de uma transferência para Espanha terrorismo islâmico. É também conhecido por ser oposição pública ao nacionalismo catalão e basco [carece de fontes?].
Tem publicado artigos sobre Spinoza e Pascal, e também é um perito sobre a vida e obra de Maquiavel É colunista e membro do conselho editorial do jornal El Mundo de Madri.